# Xã Bullard, Quận Prairie, Arkansas
Xã Bullard (tiếng Anh: Bullard Township) là một xã thuộc quận Prairie, tiểu bang Arkansas, Hoa Kỳ. Năm 2010, dân số của xã này là 172 người.